# Being the Ricardos
Being the Ricardos is een Amerikaanse biografische film uit 2021, geschreven en geregisseerd door Aaron Sorkin, over de relatie tussen de I Love Lucy-sterren Lucille Ball en Desi Arnaz. 

## Verhaal
De film wordt verteld vanuit drie perspectieven: interviews met de drie hoofdschrijvers van de show: Jess Oppenheimer, Madelyn Pugh en Bob Carroll Jr., met flashbacks en voorbereidingen voor een live-opname in 1953.
In 1939 is de 28-jarige Lucille Ball een actrice die een contract heeft met RKO Pictures. Ze krijgt kleine rollen in grote studioproducties, maar is vooral te zien in lowbudgetfilms, wat haar de bijnaam 'Queen of the B-Movies' geeft. Ze wordt gecast in de filmkomedie Too Many Girls, een film die Pugh beschrijft als een slecht toneelstuk waar een nog slechtere film van is gemaakt. Ze ontmoet een van de castleden van de film, de charismatische 22-jarige Cubaanse zanger Desi Arnaz. Ze worden op slag verliefd op elkaar, trouwen enkele maanden later en gaan in Hollywood wonen. Arnaz toert succesvol met het Desi Arnaz Orchestra terwijl Ball haar carrière verder uitbouwt.
Ball breekt uiteindelijk door in de film The Big Street uit 1942. De film is slechts een bescheiden hit, maar het optreden van Ball wordt geprezen. In 1948 wordt ze gecast in het radioprogramma My Favorite Husband, dat een enorm succes wordt. Het radioprogramma trekt belangstelling van CBS en tabaksproducent Philip Morris, die voorstellen om van My Favorite Husband een televisieshow te maken. Ball gaat akkoord, maar alleen als Arnaz haar echtgenoot op het scherm speelt. Dit wordt aanvankelijk geweigerd omdat Arnaz Cubaans is, maar ze moeten later toegeven nadat Ball weigert hen het auteursrecht van de show te geven. Ze hoopt ook dat het samenwerken met Arnaz zijn ontrouw zal verminderen en hun huwelijk zal redden. In 1953 wordt de show omgedoopt tot I Love Lucy en wordt het een groot succes met bijna 60 miljoen kijkers per week. 
Hoewel Ball succesvol is, blijft haar huwelijksleven turbulent. Na het opnemen van hun laatste show in 1960 vraagt Ball de echtscheiding aan.

## Rolverdeling
| Acteur          | Personage        |
| --------------- | ---------------- |
| Nicole Kidman   | Lucille Ball     |
| Javier Bardem   | Desi Arnaz       |
| J.K. Simmons    | William Frawley  |
| Nina Arianda    | Vivian Vance     |
| Tony Hale       | Jess Oppenheimer |
| Alia Shawkat    | Madelyn Pugh     |
| Jake Lacy       | Bob Carroll Jr.  |
| Clark Gregg     | Howard Wenke     |
| Nelson Franklin | Joe Strickland   |

## Productie
Being the Ricardos kreeg een beperkte bioscooprelease door Amazon Studios in de Verenigde Staten op 10 december 2021, voordat hij vanaf 21 december 2021 wereldwijd werd gestreamd op Prime Video. De film ontving gemengde tot positieve recensies van de filmcritici, die vooral de vertolkingen van Kidman en Bardem prezen, met een score van 68% op Rotten Tomatoes, gebaseerd op 263 beoordelingen.

## Prijzen en nominaties
De belangrijkste:
| Jaar | Prijs                       | Categorie                      | Genomineerde(n)  | Uitslag     |
| ---- | --------------------------- | ------------------------------ | ---------------- | ----------- |
| 2022 | Golden Globe Awards         | Beste acteur in een dramafilm  | Javier Bardem    | Genomineerd |
| 2022 | Golden Globe Awards         | Beste actrice in een dramafilm | Nicole Kidman    | Gewonnen    |
| 2022 | Golden Globe Awards         | Beste script                   | Aaron Sorkin     | Genomineerd |
| 2022 | British Academy Film Awards | Beste originele scenario       | Aaron Sorkin     | Genomineerd |
| 2022 | British Academy Film Awards | Beste originele muziek         | Daniel Pemberton | Genomineerd |
| 2022 | Academy Awards              | Beste acteur                   | Javier Bardem    | Genomineerd |
| 2022 | Academy Awards              | Beste actrice                  | Nicole Kidman    | Genomineerd |
| 2022 | Academy Awards              | Beste mannelijke bijrol        | J.K. Simmons     | Genomineerd |